# Alois Benziger

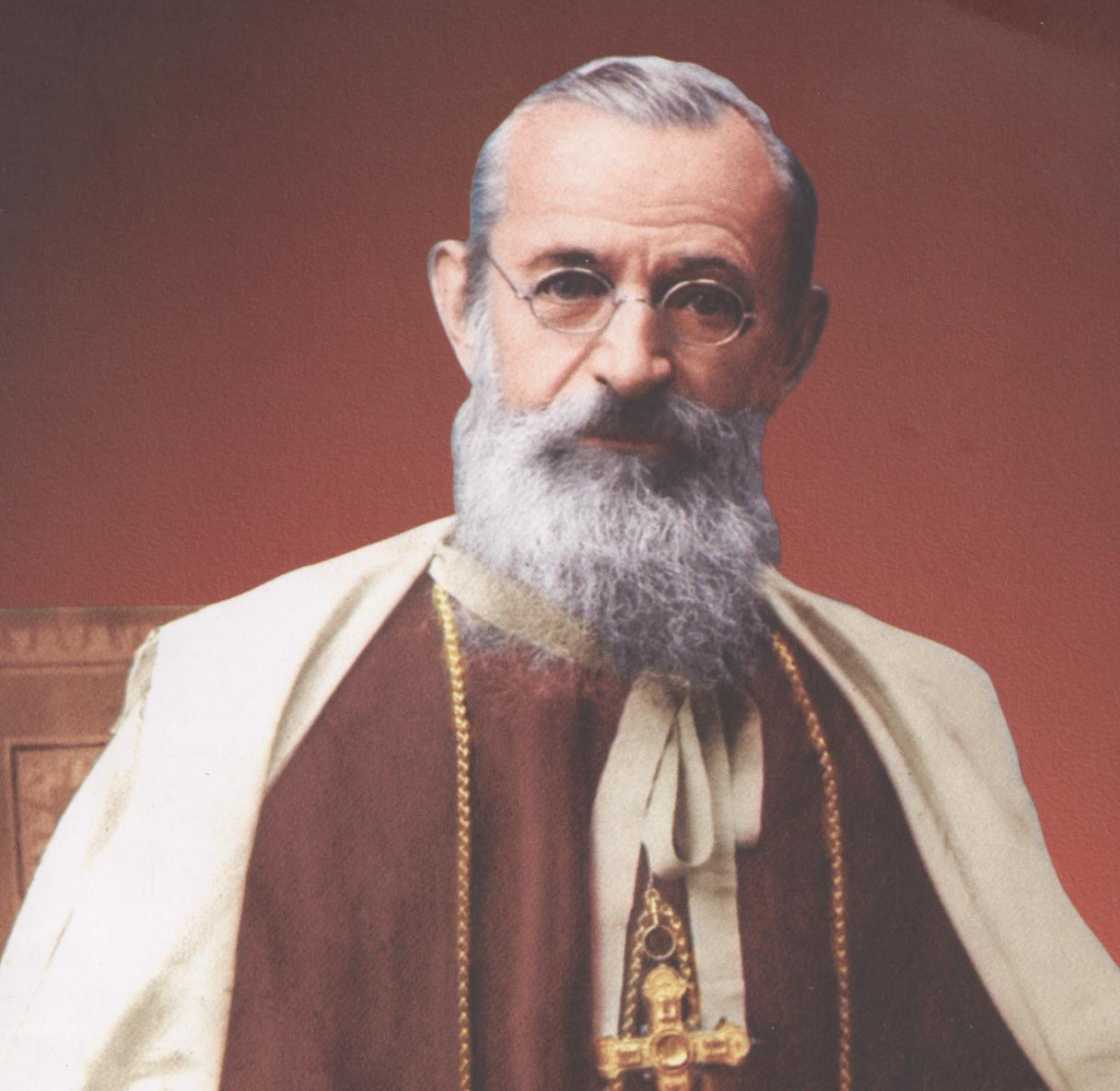
Alois Benziger, Bischof von Quilon, koloriertes Foto, ca. 1920

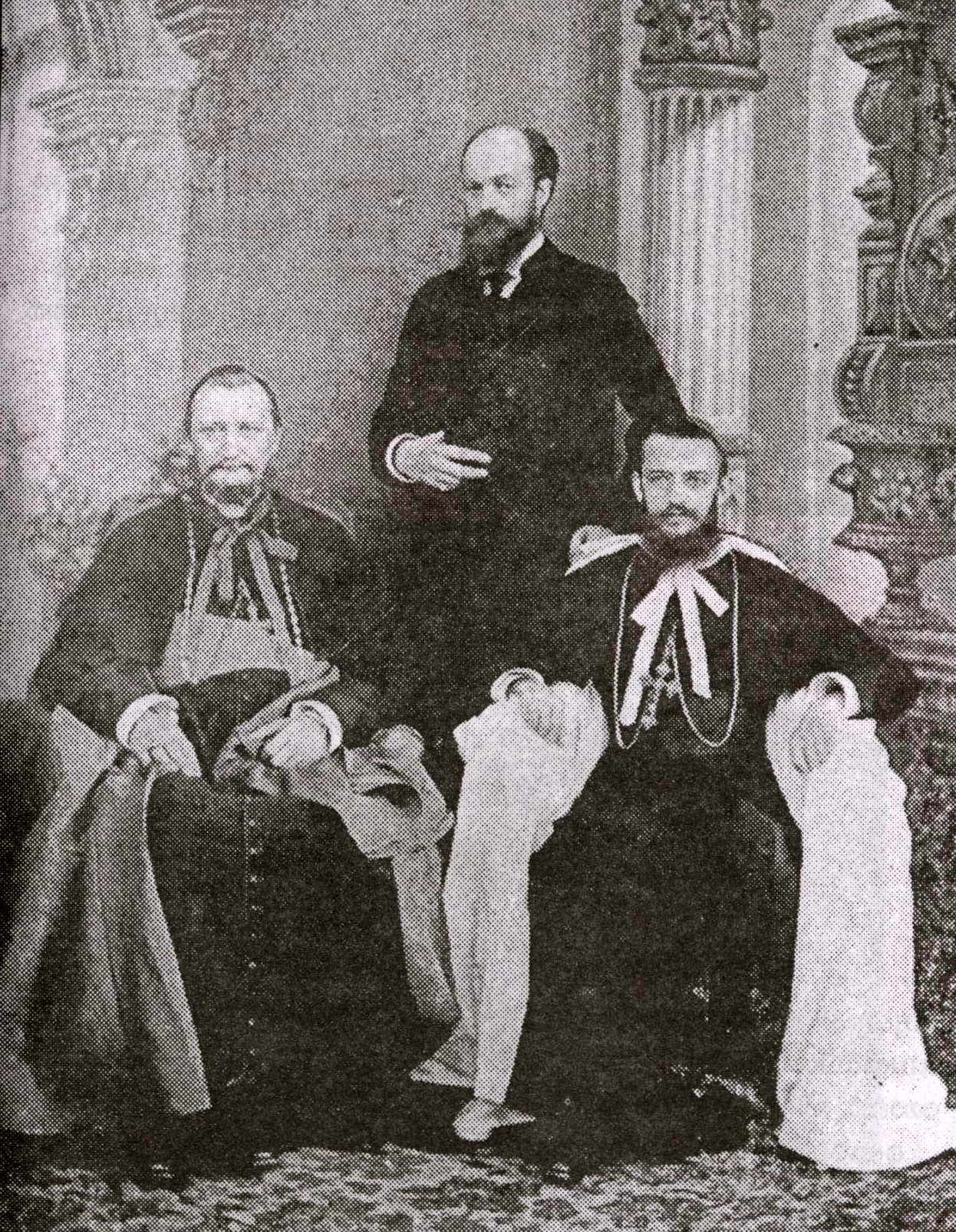
Bischof Alois Benziger (rechts) mit seinem Konsekrator, Erzbischof Ladislaus Zaleski, 1900

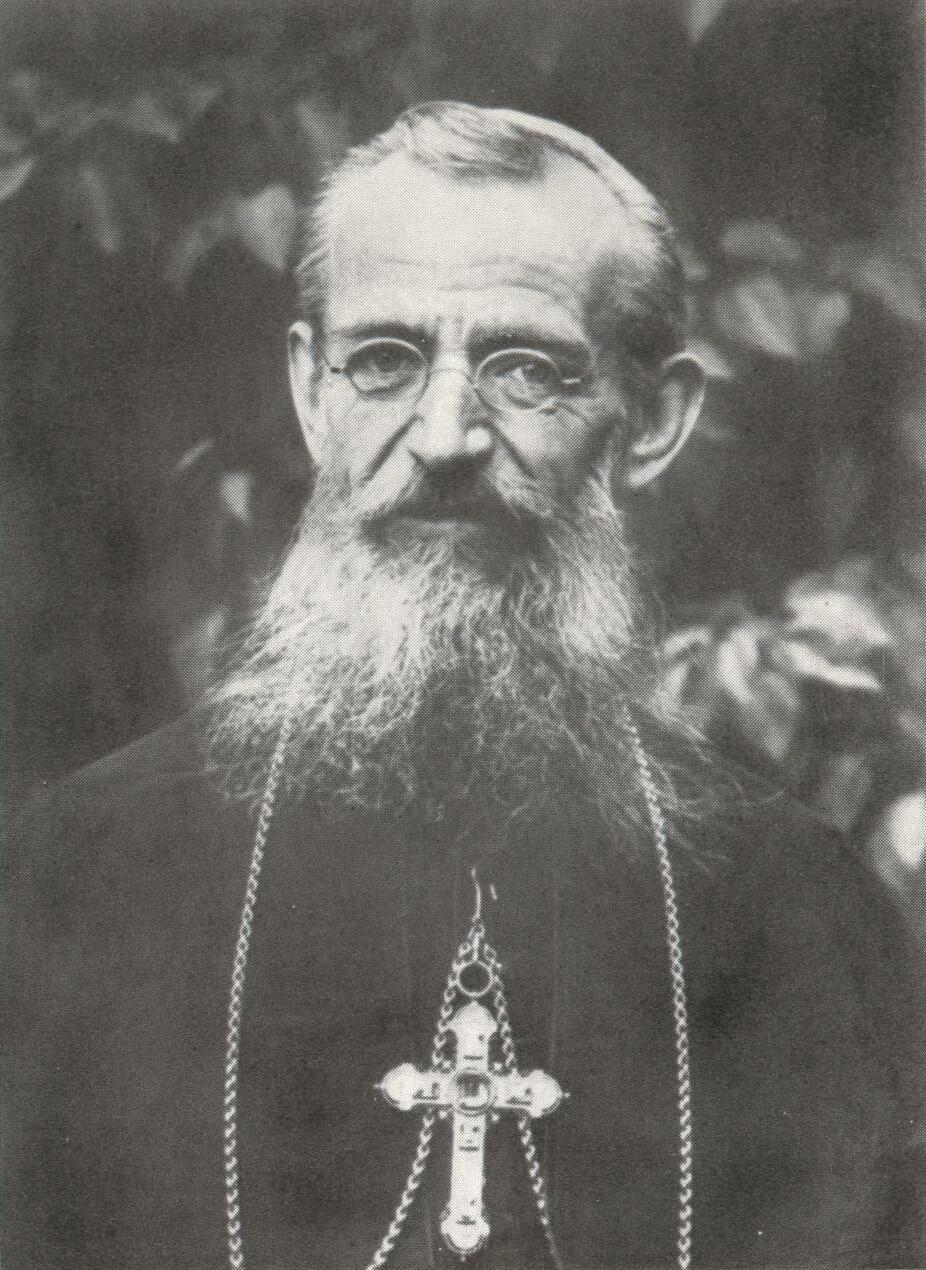
Alois Benziger, Bischof von Quilon, ca. 1930

Alois Benziger OCD, auch Aloysius Maria, (* 31. Januar 1864 in Einsiedeln, Schweiz als Adelrich Ludwig Benziger; † 17. August 1942 in Trivandrum, heute Thiruvananthapuram, Kerala, Indien) war ein katholischer Priester, Karmelit, Bischof der Diözese Quilon in Indien sowie Titularerzbischof von Antinoë.

## Leben
Alois Benziger wurde am 31. Januar 1864 in Einsiedeln, Schweiz, als Adelrich Benziger geboren. Benzigers Eltern waren der Verleger Adelrich Benziger und seine Frau Marie geb. Koch. Nach dem Willen des Vaters sollte der Sohn den renommierten Verlag Benziger – auch Verleger der Schriften des Hl. Stuhles – übernehmen, weshalb man ihn 1878 auf die „Kaufmännische Musterschule“ nach Frankfurt am Main schickte; zuvor besuchte er das Gymnasium an der Benediktiner-Stiftsschule in Einsiedeln. Nebenbei nahm er Privatunterricht in Religion und Geschichte bei dem Priesterhistoriker Johannes Janssen. Außerdem kam er in Frankfurt in Kontakt mit Josef Hergenröther, einem Kirchengeschichtler und späteren Kardinal, den er sich zum Beichtvater wählte. Beide Personen übten auf den jungen Studenten einen großen Einfluss aus. Es erwachte in ihm der Wunsch zum Priesterberuf. Der Vater widersetzte sich diesem Ansinnen zunächst. Da der Verlag auch eine Niederlassung in New York hatte, sandte er seinen Sohn – nach einem Internatsaufenthalt am Institut Saint-Louis in Brüssel – zu Sprachstudien an das Downside College in Bath, England. Dort war er in der Obhut des Benediktinerabtes Francis Aidan Gasquet, einem späteren Kardinal.
Der Entschluss zum Priestertum wurde schließlich in dem jungen Benziger eindeutig. In Brüssel hatte er den Orden der Unbeschuhten Karmeliten kennen gelernt, in den er eintreten wollte. Zuvor ging er jedoch nach Eichstätt, wo er im Wintersemester 1883/84 Philosophie studierte und Mitglied der Helvetia Eystettensis war. Wo er anschließend Theologie studierte, ist nicht bekannt. Ab 1884 besuchte er das Noviziat der Karmeliten und legte am 28. Mai 1885 bei den Unbeschuhten Karmeliten in Brügge die einfache Ordensprofess ab. Er erhielt den Ordensnamen „Aloisius Maria“; am 28. Mai 1888 legte er in Gent die feierliche Profess ab und empfing in der dortigen Kathedrale am 23. Dezember 1888 die Priesterweihe.

## Missionar in Indien
Aloisius Benziger wollte Missionar werden. Seinem Orden war die Mission in Südindien anvertraut, und man sandte ihn als Professor an das Priesterseminar Puthenpally, Alwaye, wo er am 29. September 1890 eintraf. Schon dort beschäftigte er sich – außerhalb seiner eigentlichen Aufgaben – mit den orientalischen Liturgien der Jakobiten, einer altorientalischen Gemeinschaft, die zu den Thomaschristen zählt und ihre Priesterkandidaten – obwohl nicht katholisch – in verschiedenen Fächern am katholischen Seminar in Alwaye ausbilden ließ. Dieser Kontakt zu den Jakobiten sollte in Benzigers späterem Leben von großer Bedeutung sein. Zunächst kam jedoch der Apostolische Delegat von Indien und Ceylon, Erzbischof Ladislaus Zaleski bei einer seiner Inspektionsreisen 1892 ins Priesterseminar Puthenpally und lernte Benziger kennen. Er war von dem jungen Karmeliten so begeistert, dass er ihn sich als bischöflichen Sekretär ausbat und ihn mit in seine Residenz nach Kandy, Ceylon, nahm. In Friedrich Donauers Benziger-Biografie „Auf Apostelwegen in Indien“ (1944) heißt es darüber:

„Erzbischof Zalesky hatte als Apostolischer Delegat die Oberaufsicht über alle römisch-katholischen Missionen Ostindiens, das heißt, über ein Gebiet, das ungefähr halb so groß war, wie ganz Europa unter Einschluss Russlands und in dem 300 Millionen Menschen lebten. Sein nächster Mitarbeiter war Pater Alois Benziger, der die Sekretariatsgeschäfte selbstständig besorgte. In seine Hände gelangten die Briefe aus allen Teilen Indiens, die Berichte, Gesuche, Klagen, Beschwerden, Hilferufe. Er hatte die Antworten an die indischen Bischöfe zu schreiben, Verhandlungen einzuleiten, Missionare zuzuweisen, Schwierigkeiten zu beheben. Ihm oblag, Rom auf dem laufenden zu halten; ihm war das Abfassen der Inspektoratsberichte übertragen. Diese Inspektoratsberichte setzten voraus, dass Pater Benziger auch die Inspektionsreisen mitmachte. Er lernte auf diese Weise ganz Indien kennen, die Länder, die Völker und Staaten, ihre Könige und Fürsten, die verschiedenen Rassen und Religionen, den Charakter der einzelnen Stämme.“

Nach dem Apostolischen Delegaten wurde Benziger so zum besten Kenner der indischen Mission, ihrer Erfolge und Leistungen, aber auch ihrer Schwächen und Probleme. Die dominierende Landessprache Englisch beherrschte er durch seine heimatlichen Studien fließend. Auch Ferdinand Maria Ossi aus Belluno in Italien, der Bischof der Großdiözese Quilon, die den ganzen Südwesten Indiens umfasste, war von den Eigenschaften und der Persönlichkeit Benzigers beeindruckt. Wegen der Größe seines Bistums hätte er gerne einen Hilfsbischof gehabt und wünschte sich Aloisius Benziger, von dem er schrieb: „Unter den hiesigen Missionaren kann ich mir keinen brauchbareren vorstellen und keinen der besser in der Leitung der Diözese mit mir zusammen arbeiten könnte als er.“

## Missionsbischof

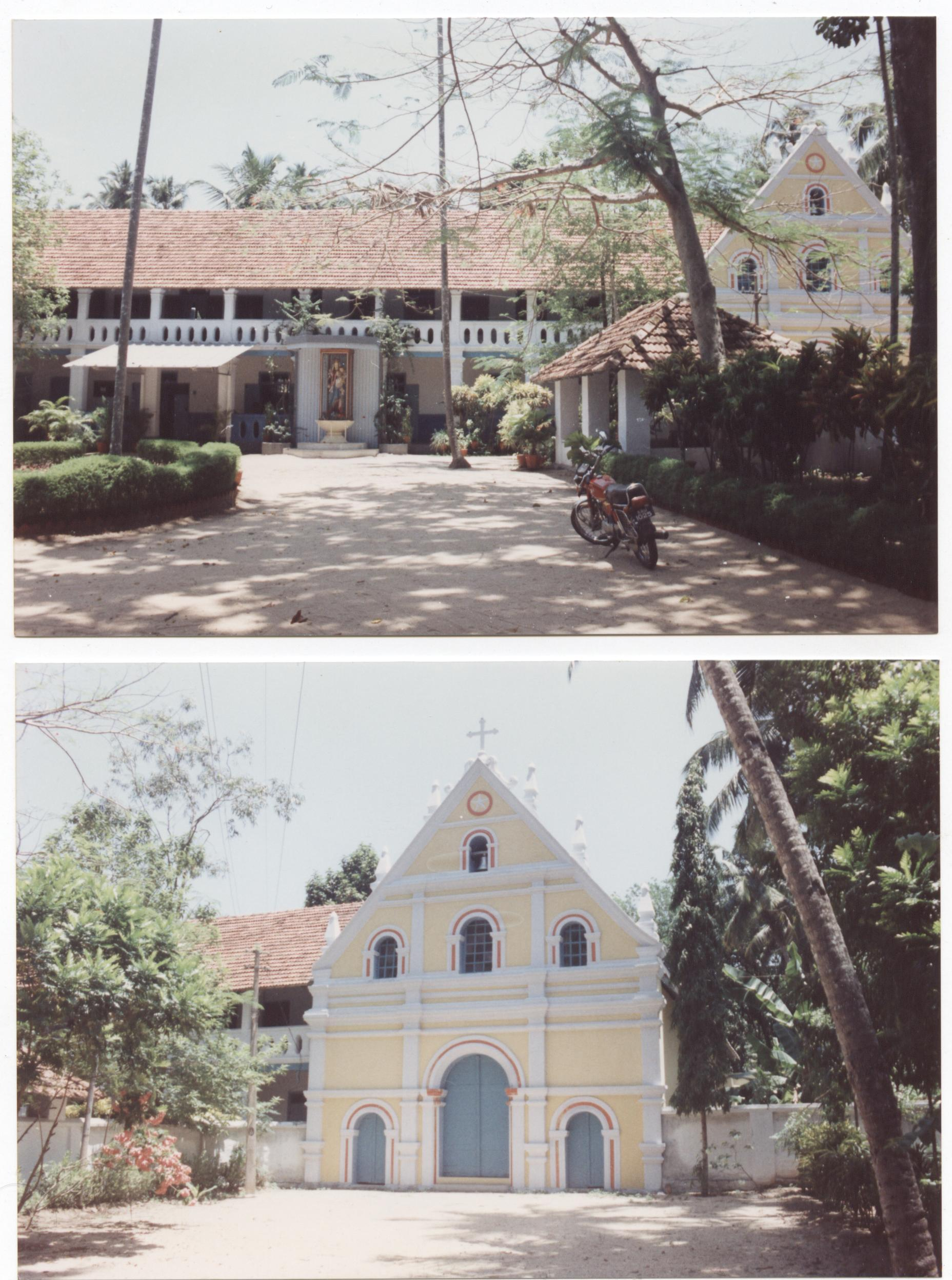
Bischofsresidenz mit bischöflicher Kapelle in Quilon. Hier lebte Bischof Benziger mehr als 30 Jahre.

Diesem Wunsch wurde von Rom entsprochen. Benziger wurde am 22. September 1900 zum Titularbischof von Tabae und Koadjutor (Weihbischof mit dem Recht der Nachfolge) des Bischofs von Quilon ernannt. Die Bischofsweihe spendete ihm am 18. November 1900 der Apostolische Delegat Zalesky in Kandy. Dem Hilfsbischof fielen alle größeren Reisen innerhalb und außerhalb der neuen Diözese zu, da Ossi schon etwas kränklich war. 1902 überlebte Benziger zwischen Madras und Bombay ein Eisenbahnunglück: Da ein Tropensturm eine Brücke zerstört hatte, fuhr ein Zug in einen Fluss, wobei 75 Menschen starben. Ossi unternahm 1905 eine Erholungsreise nach Europa. Aus Indien nicht an die dortige Gasbeleuchtung gewohnt, vergaß er bereits in der ersten Nacht den Gashahn zu schließen und starb am 16. August 1905 in Gent an einer Gasvergiftung. Koadjutorbischof Benziger trat seine Nachfolge als Bischof von Quilon an. In rastloser Arbeit leitete er die Diözese und verwandelte sie völlig. Unablässig bereiste er die Pfarreien, um vor Ort präsent zu sein, gründete Klöster, Schulen, Krankenhäuser, baute Kirchen, rief neue Orden herbei und förderte nachhaltig den Priesternachwuchs. Er holte schon 1906 die ihm bekannten Kreuzschwestern aus Menzingen – überwiegend Schweizerinnen und Süddeutsche – in seine Diözese. Benziger lebte asketisch und vegetarisch, rauchte aber Zigarren.

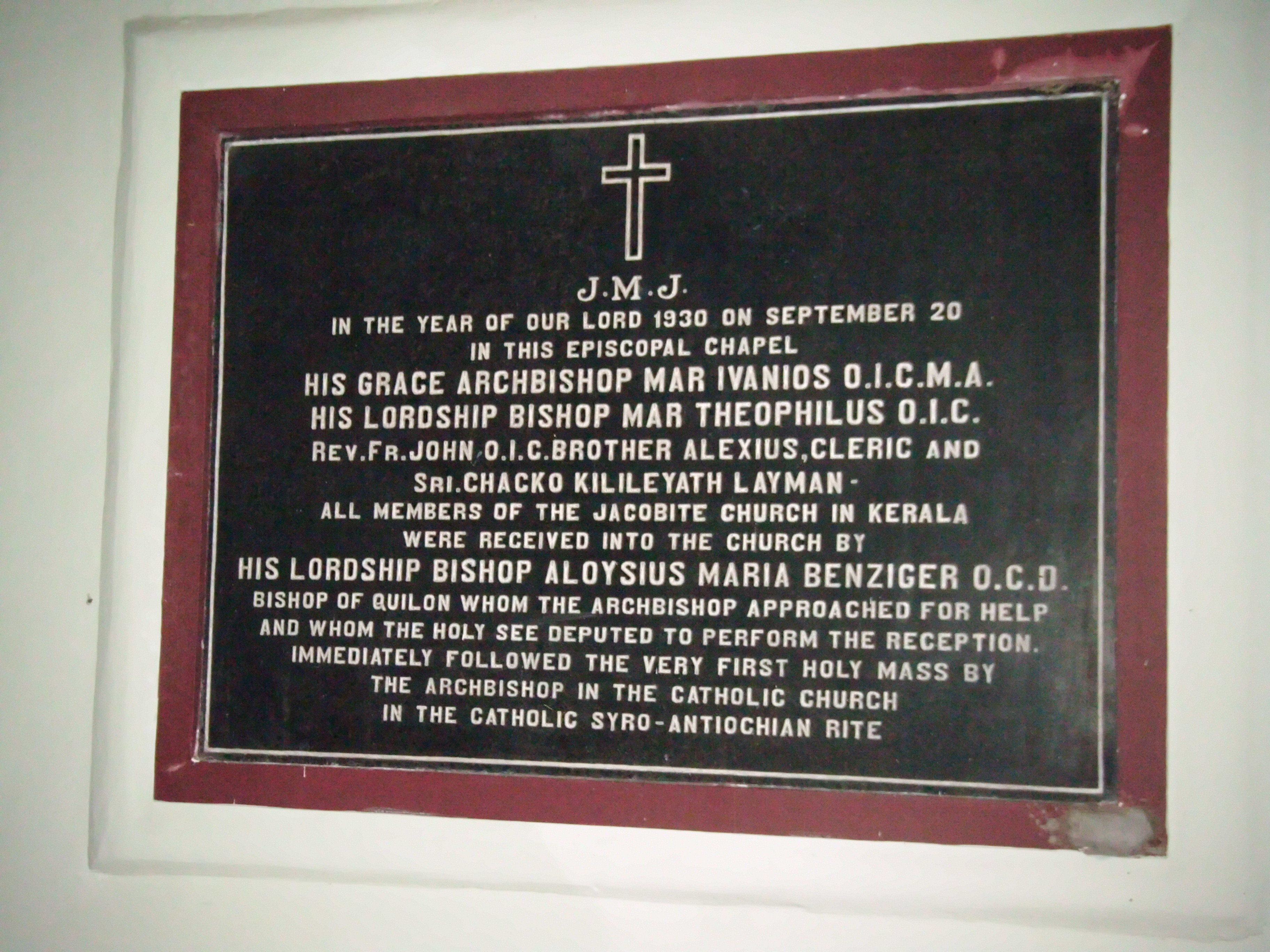
Gedenktafel an die Gründung der heutigen Syro-Malankarisch Katholischen Kirche am 20. September 1930 in der Bischofskapelle von Quilon.

Benzigers Interesse für orientalische Liturgien mündete in eine Freundschaft mit dem jakobitischen Erzbischof Geevarghese Mar Ivanios Panicker. Dieser und sein Suffraganbischof Mar Theophilos von Tiruvalla gehörten einer Gruppe an, die nachhaltig den Anschluss an Rom suchte. Benziger überarbeitete mit Mar Ivanios das jakobitische Messbuch (westsyrische Liturgie) geringfügig und nahm die beiden Bischöfe, mehrere Priester und zahlreiche Gläubige, im Auftrag von Papst Pius XI. in die katholische Kirche auf. Der feierliche Akt geschah am 20. September 1930 in der Hauskapelle des Bischofs von Quilon. Anschließend wurde sofort die erste Heilige Messe in diesem neu kreierten Ritus der katholischen Kirche gefeiert. Er ist heute unter dem Namen Syro-Malankara Katholische Kirche ein orientalischer Zweig der katholischen Kirche und umfasst 2009 fast 500.000 Gläubige in mehreren Diözesen. In der bischöflichen Hauskapelle von Quilon erinnert eine in die Wand eingelassene Gedenktafel an das Ereignis.
Am 4. Juli 1931 trat Benziger wegen zunehmender gesundheitlicher Beschwerden in den Ruhestand. Unter seinem Pontifikat als Bischof von Quilon nahm die Diözese einen beträchtlichen Aufschwung. Zwischen 1905 und 1931 wuchs die Anzahl der Katholiken von 89.000 auf 226.665, die Konversionen zum katholischen Glauben von 415 auf 96.615, die Zahl der Kirchen von 169 auf 335, der Klöster von 4 auf 24, der Nonnen von 20 auf 240, der Priester von 51 auf 108 und die Anzahl der Schüler an kirchlichen Schulen von 5152 auf 25.700.

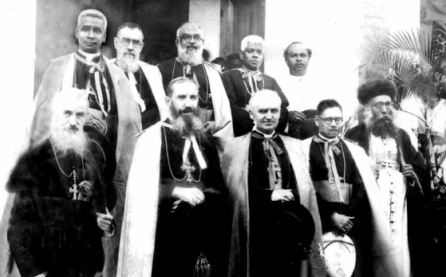
Bischof Benziger (vorn links) mit anderen Indischen Bischöfen. Vorn ganz rechts Erzbischof Mar Ivanios, mit dem zusammen er 1930 die Kirchenunion und die Gründung des syro-malankarischen Ritus verwirklicht hatte.

Benziger zog sich als einfacher Karmeliterpater zurück in das Carmel-Hill-Kloster von Trivandrum (jetzt Thiruvananthapuram). Am 23. Juli 1931 wurde er vom Papst mit dem Rang eines Titularerzbischofs von Antinoë ausgezeichnet. Benziger verstarb am 17. August 1942 im Carmel-Hill-Kloster und wurde auch dort begraben. Etwa zeitgleich mit seinem Rücktritt trennte man den südlichen Teil der Großdiözese Quilon ab und formierte daraus das neue Bistum Kottar. 1937 wurde auch der nördliche Diözesanteil nochmals aufgeteilt, in die heutigen lateinischen Bistümer Trivandrum und Quilon. Die Syro-Malankaren haben seit 1932 eine eigenständige Hierarchie und unterstehen nicht mehr den lateinischen Bischöfen. Es gibt eine eigene syro-malankarische katholische Erzdiözese von Trivandrum und mehrere andere syro-malankarische Bistümer, die alle auf Bischof Benzigers Missionsarbeit zurückgehen. In Quilon selbst wurden das Krankenhaus „Benziger Hospital“ und eine „Bischof-Benziger-Schwesternschule“ nach dem Bischof benannt.